# Lyme Regis
Lyme Regis és una localitat costanera britànica de l'oest de Dorset (Anglaterra), situada 40 km a l'oest de Dorchester i a 40 km a l'est d'Exeter. Es troba sobre Lyme Bay, a la desembocadura del Lim al Canal de la Mànega, a la frontera amb Devon. El 2012 tenia 3637 habitants.
El primer esment conegut de Lyme es troba en el Domesday Book de 1086. La localitat va evolucionar durant el segle xiii fins a ser un dels principals ports britànics, fins al punt que Eduard I, emeté una Carta Règia el 1284 que va agregar «Regis» (genitiu del llatí rex, «del rei») al nom de la ciutat.

## Llocs d'interès
- Museu Lyme Regis

## Persones
- Mary Anning (1799-1847), paleontòloga i col·leccionista de fòssils
- John Gould (1804–1881), artista i ornitòleg[4]
- John Fowles (1926-2005), escriptor i del museu «Lyme Regis Museum» del 1979 al 1988.

## Bigliografia
- Roberts, George. The History of Lyme-Regis, Dorset, from the Earliest Periods to the Present Day (E-Book) (en anglès).  Langdon and Harker, 1823, p. 221.[Enllaç no actiu]